# メープル仙台ユースホステル
メープル仙台ユースホステル（メープルせんだいユースホステル）は日本ユースホステル協会に加盟している宮城県のユースホステル。

## 休館
- 12月31日 - 1月2日

## アクセス
- 仙台駅前（仙台ホテル前25番のりば）から仙台市営バスの子平町経由北山行に約20分乗車。歯学部付属病院・東北会病院前バス停下車。徒歩3分。